# Markus Puolakka
Markus Puolakka (* 6. Mai 1985) ist ein finnischer Eisschnellläufer.
Markus Puolakka debütierte im Februar 2005 im Weltcup von Erfurt. Der Sprinter startet vor allem auf den Kurzstrecken 100 und 500 Meter. Auf der 100-Meter-Strecke konnte er beim Weltcup im chinesischen Harbin erstmals unter die besten 10 (Rang 9) laufen. Im Januar 2006 wurde er noch als U23-Läufer finnischer Vizemeister in der Mannschaft. 2010 nahm er an den Olympischen Winterspielen teil.

## Eisschnelllauf-Weltcup-Platzierungen
| Platzierung | 100 m | 500 m | 1000 m | 1500 m | 5000 m | 10000 m | Team |
| ----------- | ----- | ----- | ------ | ------ | ------ | ------- | ---- |
| 1. Platz    |       |       |        |        |        |         |      |
| 2. Platz    |       |       |        |        |        |         |      |
| 3. Platz    |       |       |        |        |        |         |      |
| Top 10      | 1     |       |        |        |        |         |      |

(Stand: 3. Dezember 2006)